# Koning Willem III-kazerne

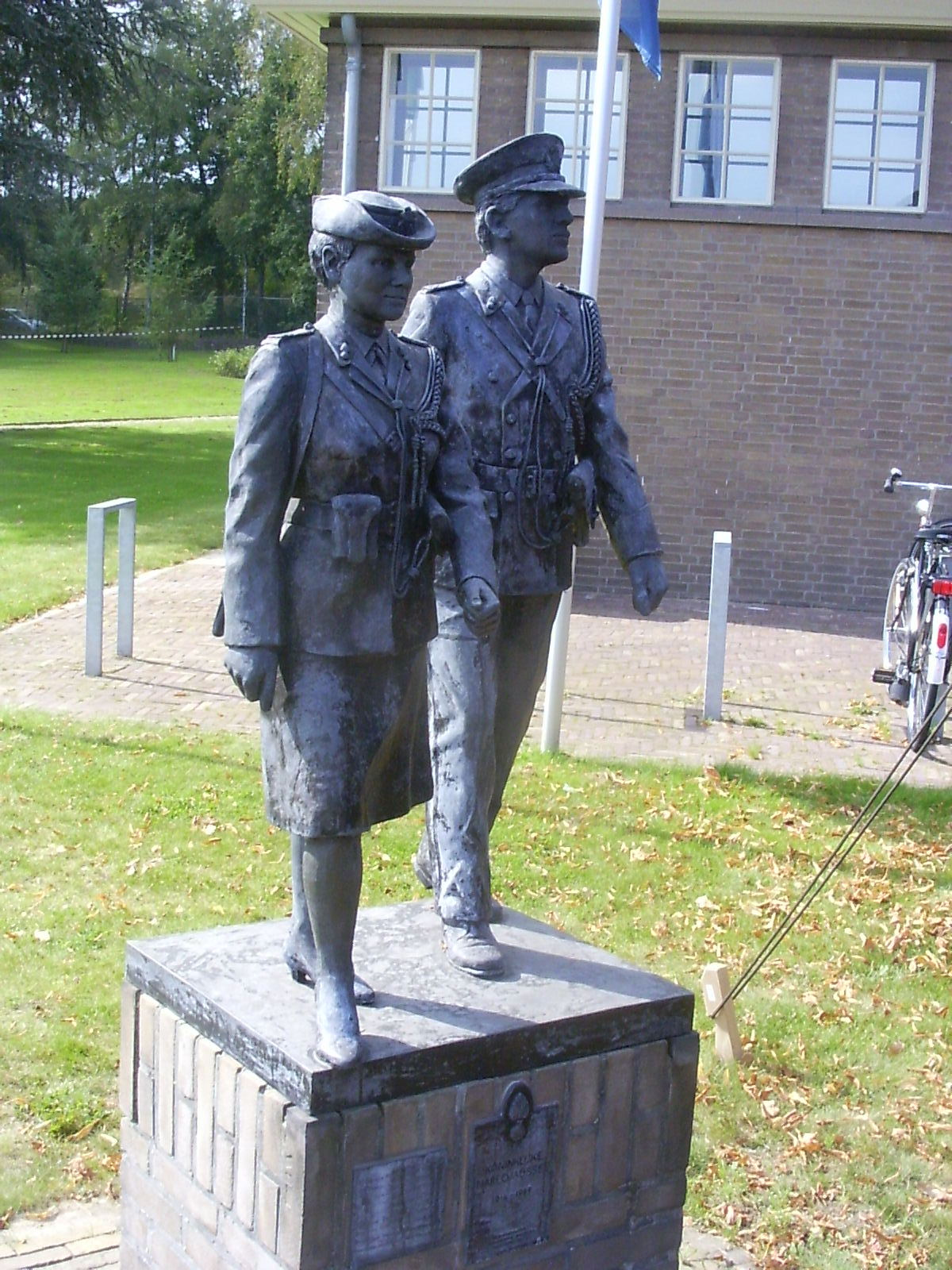
Standbeeld bij de ingang

De Koning Willem III-kazerne is een kazerne aan de westkant van Apeldoorn, vernoemd naar Willem III der Nederlanden. De kazerne fungeert primair als opleidingscentrum voor de Koninklijke Marechaussee. Daarnaast is het ook het hoofdkwartier van het Operationeel Ondersteuningscommando Land van de Koninklijke Landmacht. Het kazernecomplex bestaat uit een groot aantal gebouwen met in het midden een exercitieplein. De hoofdstraat vanaf de ingang loopt in rechte lijn naar dit plein. Het adres van de kazerne is Frankenlaan 70, 7312 TG Apeldoorn.

## Geschiedenis
In april 1939 werd de kazerne in gebruik genomen door het 1e Regiment Huzaren Motorrijders en het 2e Regiment Wielrijders van de Koninklijke Landmacht. In 1946 arriveerden de eerste dienstplichtige marechaussees op het Depot Koninklijke Marechaussee, waarna andere legeronderdelen volgden. Een deel van de kazerne krijgt in 1985 de naam Frank van Bijnenkazerne, genoemd naar gesneuvelde verzetsman Frank van Bijnen. In 2014 werd gebouw 55 in gebruik genomen. Hier worden praktijklessen gegeven in een omgeving die maximaal aansluit op situaties die in de praktijk voorkomen. Bij de renovatie en herontwikkeling van de kazerne in 2014 worden de gebouwen uit 1938 in hun oude luister hersteld, verrijst er moderne, milieuvriendelijke en energiezuinige bebouwing.

## Gebouwen

### Poortgebouw (gebouw 5)
Gebouw 5 ligt rechts vooraan bij de poort. Na de bevrijding werden hier opgepakte Apeldoornse gemeentefunctionarissen opgesloten, omdat het eigenlijke cellengebouw 6 reeds uitpuilde van de opgesloten foute Nederlanders. Het gebouw had slechts één in- en uitgang, en kon daarom door slechts één wachtpost bewaakt worden. Een van de bewakers was de verzetsstrijder Henk van der Belt, lid van de Gezagstroepen. Hij was een verwoed amateurschilder. Op een kale muur op de zolder van gebouw 5 maakte hij enkele dagen na de bevrijding een muurschildering die hij de titel Vergane Glorie gaf. Het schilderij toonde twee Duitse gevechtslaarzen, die ondersteboven uit het water staken. Bij een verbouwing in 2010 is de muur met de schildering afgebroken.

### Cellengebouw (gebouw 6)
Links van de ingang ligt gebouw 6, het wachtgebouw. In dit gebouw bevinden zich drie historische cellen, die in 1939 werden gebouwd als onderdeel van een groter cellencomplex. Oorspronkelijk waren deze cellen bestemd voor militairen die verzwaard of streng arrest opgelegd hadden gekregen. In de Tweede Wereldoorlog was het complex een van de beruchtste gevangenissen van Nederland. De cellen hadden geen ramen en de gevangenen zaten vaak met velen op één cel. De Duitsers sloten er leden van het ondergronds verzet op, evenals politiek andersdenkenden, opgepakte onderduikers en werkweigeraars. Sommigen van hen werden geëxecuteerd, anderen gingen op transport.
Enkele verzetsstrijders die in de Koning Willem III kazerne gevangen hebben gezeten, zijn:
- Joop Abbink
- Ted Kroeze
- Jaap Engelaan

Op 28 november 1944 mislukte een poging van een drietal verzetsmensen, waaronder Johannes Arnoldus van Bijnen, om gevangenen uit de Koning Willem III kazerne te laten ontsnappen.
Nadat de kazerne in april 1945 door de Canadezen was bevrijd, werden hier foute Nederlanders gevangengezet, zoals SD'ers en collaborateurs.
Na vertrek van de Canadezen kwam de kazerne weer in handen van het Nederlandse leger. Het cellencomplex werd toen opnieuw gebruikt voor gestrafte militairen. Na een verbouwing in 2009 bleven drie cellen over. Deze worden sindsdien niet meer gebruikt.

### Graeme Warrack gebouw (gebouw 24)

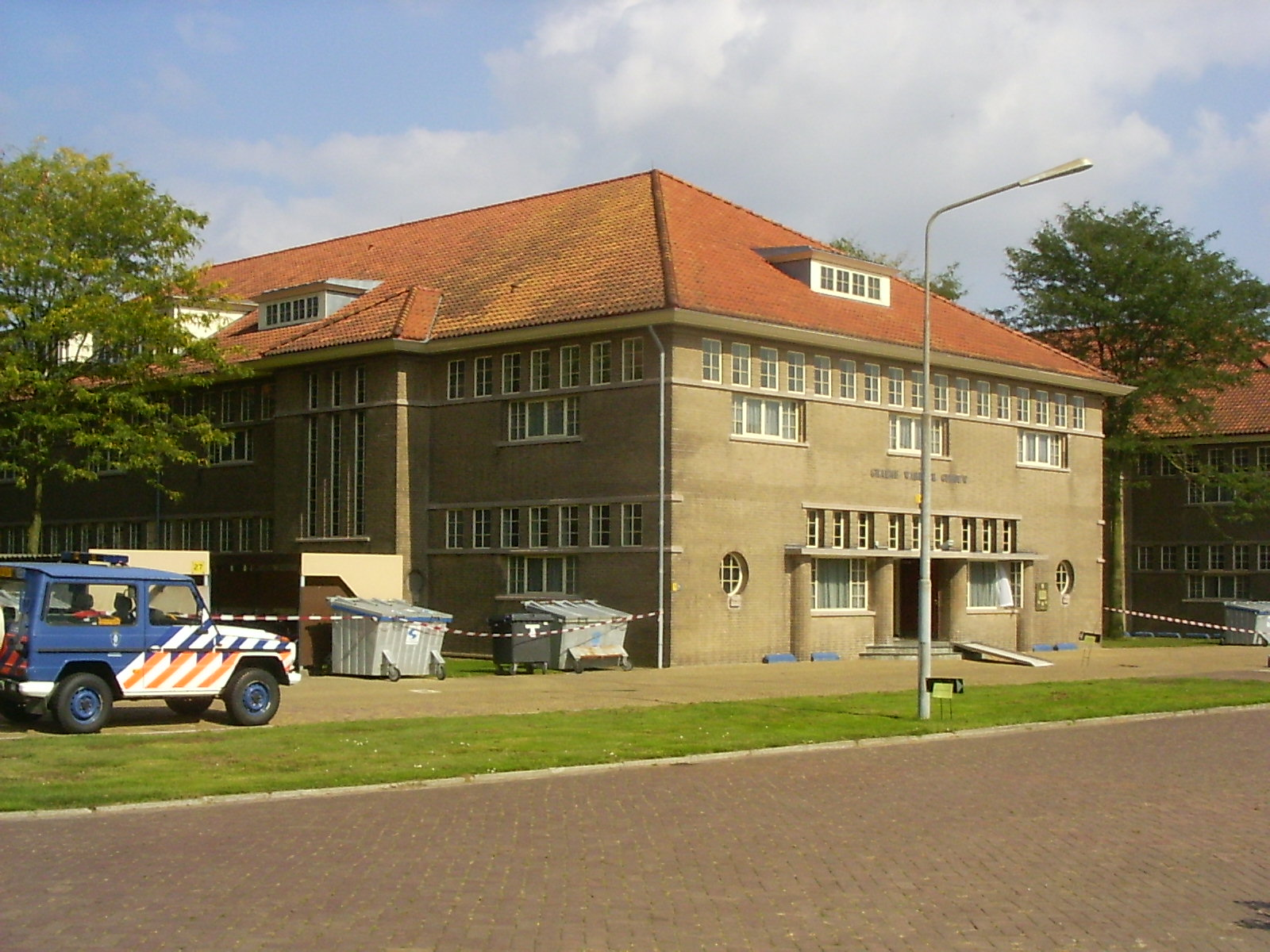
Graeme Warrack gebouw

Gebouw 24 ligt aan de noordkant van het exercitieplein. Hier was van 25 september 1944 tot 29 oktober 1944 het Airborne Military Hospital Apeldoorn gevestigd. Hier waren ruim 1750 gewonde geallieerde militairen ondergebracht, die tijdens de Slag om Arnhem door de Duitsers krijgsgevangen waren gemaakt. De meesten behoorden tot de Britse 1st Airborne Division, maar er waren ook leden van de Poolse 1e Onafhankelijke Parachutistenbrigade.
Verantwoordelijk voor de verpleging en medische zorg was de Schotse divisiearts kolonel Graeme Warrack. Op 17 oktober 1944 verstopte hij zich via een kast in een holle ruimte boven het plafond van zijn werk- annex slaapkamer. Toen de Duitsers twaalf dagen later overgingen tot opheffing van het hospitaal, verliet Warrick 's avonds via het raam de kamer en ontsnapte hij door een gat in de afrastering. Na een lange zwerftocht wist hij het bevrijde Zuid-Nederland te bereiken.
De Koninklijke Marechaussee eert Warrack jaarlijks met het Graeme Warrack Memorial Event. Dit is een mars van 97 kilometer in twee dagen, waaraan alle marechaussees deelnemen, die op de Koning Willem III kazerne de initiële opleiding volgen. Op de kazerne is Warracks kamer (kamer 8) ingericht als traditiekamer.
Op 21 september 1984 onthulde Graeme Warrack zelf de Airborne-plaquette aan de buitenmuur van gebouw 24.

### Jeroen Severs gebouw (gebouw 23)

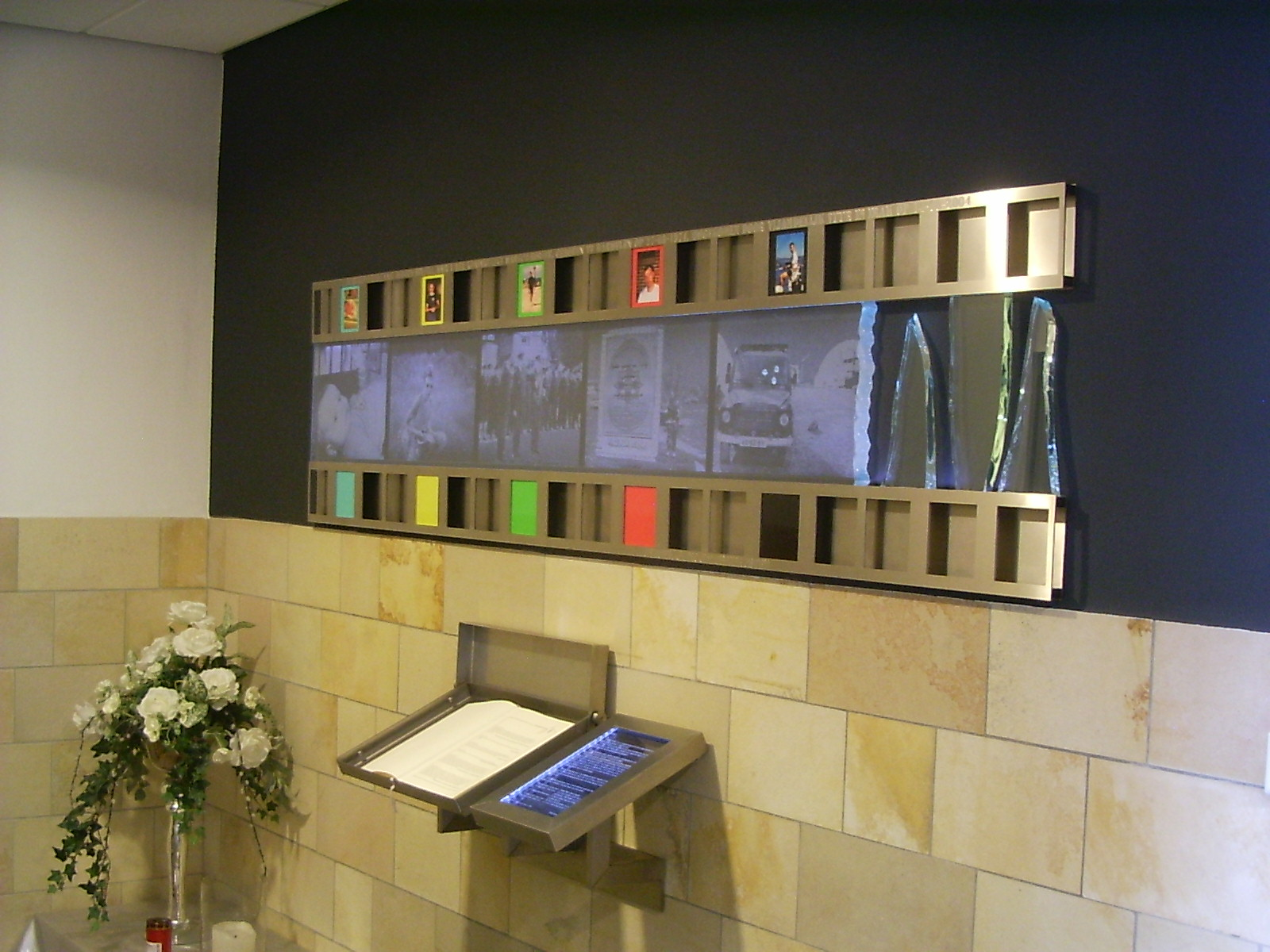
Monument voor Jeroen Severs

Het gebouw naast het Graeme Warrack gebouw is vernoemd naar Jeroen Severs, een wachtmeester 1e klasse der marechaussee, die in 2004 sneuvelde in Irak. In de hal van het gebouw bevindt zich een
herinneringsmonument voor hem.

### Schuilkelders
In de oorlog hadden de Duitsers de daken van alle gebouwen groen gespoten, zodat de kazerne vanuit de lucht niet als zodanig te herkennen was. Niettemin bleef de vrees voor bombardementen bestaan. In het voorjaar van 1941 werd besloten schuilkelders te gaan bouwen. Dat werden er 18, in lengte variërend van 12 tot 60 meter. Voor de kelders waren meer dan een miljoen witte kalkzandstenen nodig. Een van de kleinere schuilkelders werd tot in de jaren negentig gebruikt voor oefeningen waarbij gasmaskers moesten worden getest. Op een paar na zijn de kelders nu dichtgemetseld. De kelders die nog open zijn, worden tegenwoordig bewoond door vleermuizen.